# Цецелија
Цецелија (алб. Ceceli) насеље је у општини Вучитрн на Косову и Метохији. Према попису становништва на Косову 2011. године, село је имало 1.171 становника

## Географија
Село је на падини Копаоника, по дну долине Слаковачке реке, на надморској висини од 620-640 м, удаљено око 14 км североисточно од Вучитрна. Цецелија је планинско село у котлини слаковачке реке, разбијеног типа, са листопадном шумом, ливадама и пашњацима и тиме погодно за сточарство; оранице у равници са плодном лукињом и пескушом, на којима успевају све житарице, поврће и воће. Смештено на падинама огранака Копаоника, удаљено око 14 км североисточно од Вучитрна.

## Историја
У поменику манастира Девича уписани су Срби 1763. као дародавци из Цецелија. У селу постоји назив Црквени До (Љугу е Кишес), који указује на постојање цркве ранијег српског становништва. Назив села указује и на могућност постојања цркве. св. Цецилије за католичко средњовековно становништво рударски копаоничких насеобина. Албанци су у ово село стигли 182. и затекли Србе, који су се потом иселили. Српски род Милојевићи прешао је у Горњу Судимљу и обновио село. По доласку Албанаца за Турску, у ово село 1925. доселило се 6 кућа Срба на купљена имања. Сада у овом селу живе само Албанци. Гробље је уништено и од њега нема трага. Разбијеног је типа џематске врсте. У највећој, јужној махали живе родови Перчук и Измак, а две мање северне групе кућа насељава род Муљак. Поред ових старијих родова, у свим трима групама кућа има још покоји доцнији досељенички род. При досељењу горе споменутих родова на Косову Цецилија је била чифлик на коме су чифчије били неки Арбанаси од фиса Бериша. Како су ти Арбанаси покушавали да присвоје земљу, то чифлик-сахабија Махмуд-бег из Вучитрна нађе претке ових родова и прода им чифлик. Бериши су се онда иселили у околна села. Али пре Бериша су у Цецилији живели Срби.

## Порекло становништва по родовима
Арбанашки родови
– Перчук (12 к.), – Измак (7 к.) и – Муљак (5 к.), сви од фиса Краснића; прва два рода знају још да су од братства Никаја. Доселили се око 1820. из Малесије. Перчук је прво „пао“ у Мајанце, Измак у Пестово, а Муљак у Г. Дубницу. Појасеви за Перчуке у 1935. од досељења: Исмаил, Делија, Таир, Амит (75 година).
– Саитовић (2 к.), од фиса Краснића. Доселили се из Малесије после првих и били чифчије у њих.
– Жегров (2 к.) и – Орлишта (1 к.), од фиса Гаша. Доселили се као мухаџири из Топлице из села Жегрова и Орлишта.
– Млина (1 к). од фиса Бериша. Мухаџир је из Топлице. У Цецилију је прешао 1929. из Пестова.
Српски родови
– Аксентијевићи (2 к.). Доселили се 1925. из Кастрата (Топлица).
– Станисављевићи (2 к.). Досељени 1925. из Боранца (Брус).
– Анђелковићи (2 к.). Досељени 1925. из Србовца (Ибарска клисура). Сви су се ови српски родови доселили на купљена имања.

## Учесници ослободилачких ратова 1912-18
- Аксентијевић Радомир, Солунски фронт

## Учесници другог светског рата (1941-47)
- Анђелковић Милорад
- Анђелковић Мирослав
- Анђелковић Радијон
- Аксентијевић Бранислав
- Аксентијевић Светислав
- Анђелковић Спасоје

## Одсељени 1941-93
- Аксентијевић Радомир 1957, са 12 чл., Београд
- Анђелковић Вуксан 1958, са 9 чл., Ибар. Долина
- Анђелковић Радијон 1958, са 6 чл., Ибар. Долина
- Анђелковић Радоица 1958, са 5 чл., Ибар. Долина
- Станисављевић Драгиша 1957, са 5 чл., Ибар. Долина
- Станисављевић Радунка 1957, са 3 чл., Ибар. Долина.

Свега 6 домаћинстава са 40 чланова. Сада у овом селу живи само албанско становништво.

## Демографија
| Демографија | Демографија | Демографија |
| Година      | Становника  | Становника  |
| ----------- | ----------- | ----------- |
| 1948.       | 437         |             |
| 1953.       | 484         |             |
| 1961.       | 516         |             |
| 1971.       | 541         |             |
| 1981.       | 528         |             |
| 1991.       | 500         |             |
| 2011.       | 357         |             |

### Становништво по националности
| Националност | Број | %     |
| Албанци      | 356  | 99.72 |
| Бошњаци      | 1    | 0.28  |

Према попису из 2011. године, Албанци чине 99,72% популације.